# National Premier Leagues Victoria
La NPL Victoria è il più alto livello di calcio nello Stato del Victoria, Australia. A livello nazionale, è di un grado inferiore alla NSD e costituisce la terza serie del paese. È diretto dalla Football Federation Victoria, la federazione dello stato di appartenenza.

## Storia
Nel 2013, viene annunciato che anche la zona di Victoria avrebbe partecipato alla NPL, la nuova seconda divisione australiana, attraverso una riforma del campionato; la denominazione assunta è quella ancora attuale nel 2025, ovvero NPL Victoria.
A partire dalla stagione 2025, dopo la creazione di una nuova seconda serie, la lega passerà al terzo livello della piramide calcistica nazionale.

## Squadre partecipanti
Stagione 2025.
- Altona Magic
- Avondale
- Dandenong City
- Dandenong Thunder
- Green Gully
- Heidelberg Utd
- Hume City
- Melbourne Knights
- Melbourne Victory Youth
- Oakleigh Cannons
- Port Melbourne
- Preston Lions
- South Melbourne
- St. Albans Dinamo

## Albo d'oro

### Vincitori della NPL Victoria
- 2014 -  South Melbourne
- 2015 -  Bentleigh Greens
- 2016 -  South Melbourne
- 2017 -  Bentleigh Greens
- 2018 -  Heidelberg Utd
- 2019 -  Bentleigh Greens
- 2020 - Non conclusa a causa della pandemia di Covid-19
- 2021 - Nessun vincitore decretato
- 2022 -  Oakleigh Cannons
- 2023 -  Avondale
- 2024 -  Oakleigh Cannons